# Stutz Defender
Stutz Defender – samochód osobowy typu SUV klasy luksusowej wyprodukowany pod amerykańską marką Stutz w 1984 roku

## Historia i opis modelu
W pierwszej połowie lat 80. XX amerykańskie przedsiębiorstwo Stutz Motor Car of America zdecydowało się wykroczyć poza swój dotychczasowy profil działalności oparty na lukusowych limuzynach, coupe i kabrioletach, prezentując pierwszego SUV-a. W tym celu nawiązano współpracę z amerykańskim koncernem General Motors, za bazę do swojego modelu Defender wykorzystując modele Chevrolet/GMC Suburban.
W stosunku do pierwowzoru, Stutz Defender wyróżnił się przeprojektowanym nadwoziem, gdzie zamontowano charakterystyczną wąską chromowaną atrapę chłodnicy, a także obszernie przeprojektowaną tylną część nadwozia. Nadając SUV-owi bryłę sedana, pojawiła się wyraźnie zarysowana bryła stopniowanego tyłu z podłużną klapą bagażnika.

### Warianty
Poza modelem Defender, który łączył cechy luksusowej limuzyny z SUV-em, Stutz opracował także wariant nawiązujący do samochodów typu kabriolet oraz landaulet nosząc nazwę Stutz Bear. Ponadto, powstała też wydłużona, 6-drzwiowa limuzyna z trzyrzędową kabiną pasażerską dla 7 pasażerów o nazwie Stutz Gazelle.

### Sprzedaż
Jako samochód budowany na zamówienie, rodzina modelowa Stutz Defender powstała w ściśle ograniczonej serii głównie na zamówienie monarchów z regionu Bliskiego Wschodu. Powstało 46 egzemplarzy modelu Bear, z czego jeden z nich trafił w posaidanie króla Arabii Saudyjskiej.

### Silniki
- V8 6.6l
- V8 7.4l